# Brzeziny (Poméranie)
Pour les articles homonymes, voir Brzeziny.
Brzeziny est une localité polonaise de la gmina rurale de Przodkowo située dans le  powiat de Kartuzy en voïvodie de Poméranie. Elle se trouve à environ 8 km au nord-est de Kartuzy et 23 km à l'ouest de la capitale régionale Gdańsk.

## Géographie

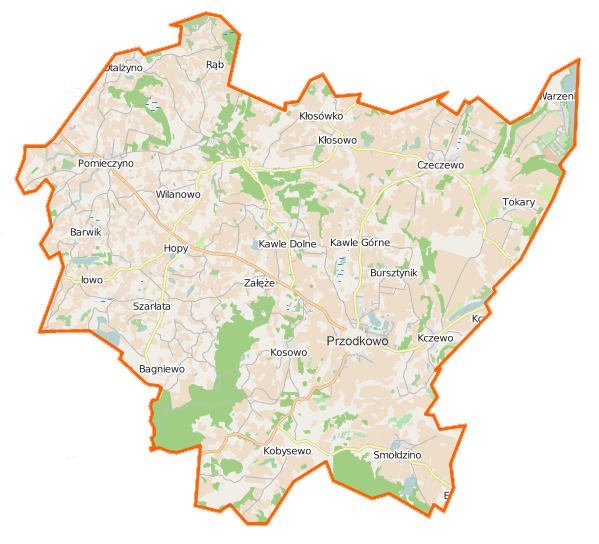
Carte de la gmina de Przodkowo.